# Pursued
Pursued (en español Perseguido) es una película de 1947 dirigida por Raoul Walsh y protagonizada por Robert Mitchum y Teresa Wright.

## Sinopsis
Territorio de Nuevo México a principios del siglo XX. Medora Callum recoge Jeb Rand, un niño cuyo padre acaba de ser asesinado y lo cría junto a sus propios hijos, Thorley, una niña de tres años, y Adam, un niño de cuatro años. Una vez adultos, Medora quiere repartir sus bienes en tres partes iguales lo cual provoca el enfado de Adam que siempre consideró a Jeb como un intruso. El conflicto se envenena aún más con la relación amorosa entre Thorley y Jeb...
Pero la familia Callum no es ajena a lo que le pasó a Jeb siendo niño...

## Reparto
- Teresa Wright: Thorley Callum
- Robert Mitchum: Jeb Rand
- Judith Anderson: Medora Callum
- Dean Jagger: Grant Callum
- Alan Hale: Jake Dingle
- John Rodney: Adam Callum
- Harry Carey Jr.: Prentice
- Lane Chandler, Ian MacDonald: Miembros del clan Callum.
- Clifton Young: el sargento.
- Ernest Severn: Jeb, a los 11 años.
- Charles Bates: Adam, a los 11 años.
- Peggy Miller: Thor, a los 10 años.
- Tom Fadden: el pastor.

## Comentario
El periodista y crítico de cine Patrick Brion escribía lo siguiente sobre Perseguido en 1987 :

« Perseguido » es un western excepcional, en el cual los temas propios del género se mezclan con obsesiones psicoanalíticas. Lo que hubiese podido quedarse en una clásica historia de venganza se transforma en un drama freudiano cuyos personajes escapan a las normas de su época. Nos sorprende la complejidad de las relaciones entre los protagonistas marcados por el destino y obsesionados por su pasado. La pasión de Jeb y Thorley toma una dimensión sorprendente, y el hecho que Niven Busch haya escrito el guion para Teresa Wright, que era su propia esposa, le da un tono personal a la historia. Raoul Walsh consigue crear con Perseguido una obra dolorosa y apasionante.